# David Salazar Pachón
David Salazar Pachón (Badajoz, 1 de noviembre de 1983) es un economista, consultor y político español, ex portavoz del grupo parlamentario Ciudadanos en la Asamblea de Extremadura y coordinador autonómico de la formación en la región. 

## Biografía

### Formación académica y profesional
Graduado en Administración y Dirección de Empresas por la Universidad de Extremadura, cursando un año en la Philipps-Marburg Universitat (Marburgo, Alemania). En la actualidad estudia a tiempo parcial Ciencias Políticas en la Universidad de Burgos. Ha desarrollado su carrera profesional entre España e Italia como consultor y administrador de empresas. Habla inglés, alemán e italiano. 

### Carrera política
Es miembro de Ciudadanos desde 2014. Fue uno de los principales impulsores de la formación política en Extremadura. Fue cabeza de lista en las elecciones generales de 2016 por la circunscripción de Badajoz, en las que obtuvo 40.289 votos (10,68%), sin embargo, no obtuvo representación. En 2017 comenzó a colaborar como asesor con el Grupo Municipal de Ciudadanos en el Ayuntamiento de Badajoz. Ese mismo año fue nombrado secretario de programas autonómico, cargo que ejerció hasta 2020. En 2019 fue cabeza de lista por la circunscripción de Badajoz en las elecciones a la Asamblea de Extremadura, obteniendo 41.872 votos (11,13%) y 4 escaños; tras las elecciones fue designado portavoz adjunto del grupo parlamentario. En septiembre de 2020 fue nombrado coordinador autonómico y portavoz del grupo parlamentario en la Asamblea de Extremadura de la formación tras la dimisión de Cayetano Polo Naharro, antiguo coordinador y portavoz del partido político.

### Vida privada
David Salazar tiene dos hijos. Le apasiona el deporte, especialmente el rugby. Formó parte de varios equipos de rugby, entre ellos el CR Badajoz, CAR Cáceres y el CUS Foggia; consiguiendo con este último la Copa de Italia.

## Cargos desempeñados
- Secretario de Programas Autonómico de Ciudadanos Extremadura (2017-2020).
- Portavoz Adjunto del Grupo Parlamentario de Ciudadanos en la Asamblea de Extremadura (2019-2020).
- Coordinador Autonómico de Ciudadanos Extremadura (2020-2023).
- Portavoz del Grupo Parlamentario de Ciudadanos en la Asamblea de Extremadura (2020-2023).